# 博时基金
博时基金管理有限公司是中国内地首批成立的五家基金管理公司之一。

## 历史
成立于1998年7月13日。总部位於深圳。2010年3月，位於香港的博时基金（国际）有限公司成立。2011年7月28日，博时基金创始人肖风卸去总裁一职。2013年，博时基金出現老鼠倉。9月6日，中國證券監督管理委員會要求博时基金整改六个月，博时基金直至2014年3月才能开展业务。

## 外部連結
- 官方网站